# Entypesidae
Entypesidae zijn een familie van spinnen. De familie telt 7 beschreven geslachten en 41 soorten. 

## Geslachten
- Afropesa Zonstein & Ríos-Tamayo, 2021
- Brachytheliscus Pocock, 1902
- Ekapa Ríos-Tamayo, Lyle & Sole, 2023
- Entypesa Simon, 1902
- Hermacha Simon, 1889
- Hermachola Hewitt, 1915
- Lepthercus Purcell, 1902